# Ilka Schröder
Pour les articles homonymes, voir Schröder.
Ilka Schröder, née le 22 janvier 1978 à Berlin-Ouest, est une femme politique allemande.
Membre de l'Alliance 90 / Les Verts jusqu'en 2001 où elle devient sans étiquette, elle siège au Parlement européen de 1999 à 2004. En 2019, elle demeure la plus jeune membre que le Parlement européen ait compté.

## Biographie
Vers l'âge de 14 ans, elle s'est engagée dans la jeunesse du Bund für Umwelt und Naturschutz Deutschland (BUNDjugend). Plus tard, elle a participé à des initiatives contre la candidature de Berlin aux Jeux olympiques et contre le commerce mondial injuste, puis à la Jeunesse verte de Berlin. Schröder a participé à la création de l'Alliance de la jeunesse alternative verte à l'échelle nationale. De l'automne 1997 au printemps 1999, elle a étudié la gestion d'entreprise à l'université d'Oldenbourg, avec une spécialisation en droit. De 1993 au 28 septembre 2001, elle a été membre du parti Bündnis 90/Die Grünen ; elle a également fait partie du premier comité directeur fédéral de l'organisation de jeunesse des Verts au niveau fédéral ; son travail s'y concentrait sur la coopération internationale. Elle a également fait partie du comité directeur de l'organisation faîtière européenne Federation of Young European Greens de 1996 à 1999, en dernier lieu en tant que présidente.
En 1999, elle a été la plus jeune candidate à devenir députée au Parlement européen de 1999 à 2004. Du 20 juillet 1999 au 27 septembre 2001, elle a été membre du groupe des Verts/ALE. Au Parlement européen, elle a été membre de la commission des libertés et des droits des citoyens, de la justice et des affaires intérieures, et membre suppléante de la commission de l'industrie, du commerce extérieur, de la recherche et de l'énergie. Elle a également fait partie de la délégation interparlementaire pour les relations avec l'Europe du Sud-Est.
En 2001, elle se sépare des Verts, auxquels elle reproche une "politique de fermeture des frontières aux réfugiés" et la "transformation de l'armée allemande en une force d'attaque efficace". En 2004, elle a en outre réaffirmé sa position systématiquement critique à l'égard de l'Europe avec une citation modifiée de Karl Liebknecht : "L'ennemi principal est son propre pays. Et aussi la propre alliance d'États". Elle est restée au Parlement européen en tant que membre associé sans appartenance politique du groupe Gauche unitaire européenne/Gauche verte nordique.
Ilka Schröder a ensuite travaillé pendant un an comme chargée de cours à l'université de Georgetown à Washington, D.C. ; entre-temps, elle vit de nouveau à Berlin. Elle publie à intervalles irréguliers des articles dans Jungle World, Konkret et Phase 2. Schröder est doctorante au Centre de recherche sur l'antisémitisme de l'Université technique de Berlin.